# Muzyka do filmu Seszele
Muzyka do filmu Seszele – album zespołu Voo Voo zawierający muzykę do filmu Seszele skomponowaną przez Wojciecha Waglewskiego.
Nagranie zrealizowano w studio S-2 Rozgłośni Polskiego Radia w Szczecinie w dn. 21–24 października 1989 r.

Gdyby Voo Voo nie grało piosenek byłoby mniej więcej takie.

## Lista utworów
| 1. | Seszele na niby                            | 7:20  |
|    | (W. Waglewski – C. Harasimowicz, B. Linda) |       |
| 2. | Gwiazdy jak oczy boga                      | 5:05  |
|    | (W. Waglewski – C. Harasimowicz, B. Linda) |       |
| 3. | Niewidzialny cz. II                        | 6:17  |
|    | (W. Waglewski – C. Harasimowicz, B. Linda) |       |
| 4. | Gruby i chudy                              | 8:55  |
|    | (W. Waglewski – C. Harasimowicz, B. Linda) |       |
| 5. | Czakaj małko                               | 6:15  |
|    | (W. Waglewski – C. Harasimowicz, B. Linda) |       |
| 6. | Zielone liście palm błękitne fale          | 4:20  |
|    | (W. Waglewski – C. Harasimowicz, B. Linda) |       |
|    |                                            | 38:12 |
|    |                                            |       |

## Twórcy
- Wojciech Waglewski – gitary, kontrabas, głosy, instr. perkusyjne, M-1
- Mateusz Pospieszalski – saksofon altowy, saksofon sopranowy, akordeon, M-1 klawisz, flet, głosy
- Jan Pospieszalski – kontrabas, głosy
- Andrzej Ryszka – perkusja, instrumenty perkusyjne, głosy

gościnnie:
- Violetta "Fiolka" Najdenowicz – śpiew
- Bogusław Linda – głos w telefonie

- Produkcja, manager zespołu: Jerzy Andrzej Byk.
- Realizacja nagrań: Przemysław Kućko.
- Asystent: Dariusz Kabaciński.
- Projekt okładki: Maciej Buszewicz i Lech Majewski

## Wydawnictwa
- 1990 – PolJazz, LP (PSJ 276)
- 1996 – Digiton, CD, MC (DIG 163)